# Internet Assigned Numbers Authority
Internet Assigned Numbers Authority (IANA) – organizacja, która wyłoniła się z Internet Engineering Task Force (IETF) w celu zaprowadzenia porządku w nazwach domen i adresach IP komputerów przyłączonych do Internetu.
Początkowo IANA była jedną z grup roboczych IETF, która zajmowała się ustaleniem standardów przyznawania numerów IP. Później jednak pojawiła się konieczność utworzenia instytucji odpowiedzialnej za zarządzanie zasadami przyznawania numerów IP i nazw domen kolejnym użytkownikom. To zadanie spełniała długi czas IANA, niesformalizowana od strony prawnej, jednak dostała od rządu USA uprawnienia do zarządzania domenami, ponieważ nikt inny nie był wtedy w stanie tego robić.
Założycielem IANA i twórcą całego systemu numeracji i nazewnictwa adresów internetowych był Jon Postel.

## Obowiązki
IANA (Internet Assigned Numbers Authority) jest ogólnie odpowiedzialna za przydzielanie globalnie unikalnych nazw i numerów używanych w protokołach internetowych, które są publikowane jako dokumenty Request for Comments (RFC). Dokumenty te opisują metody, zachowania, badania lub innowacje związane z funkcjonowaniem Internetu i systemów podłączonych do Internetu. IANA utrzymuje ścisłą współpracę z Internet Engineering Task Force (IETF) oraz zespołem redakcyjnym RFC w celu realizacji tej funkcji.